# Podmornica klase Los Angeles
Podmornice klase Los Angeles najbrojnije su i najpoznatije američke nuklearne podmornice.

## Uvod
Napadajne podmornice na nuklearni pogon klase Los Angeles svojom brojnošću i značajkama čine okosnicu američke podmorničke flote. Kada su uvedene u službu sredinom sedamdesetih godina, bile su tehnološki nadmoćnije od bilo koje druge napadajne nuklearne podmornice na svijetu, a sve dok sredinom devedesetih godina u službu nisu ušle sovjetske napadajne nuklearne podmornice Projekta 971U Bars (NATO oznake Akula II), bile su i najtiše podmornice na svijetu. Ukupno ih je u dvadesetogodišnjem razdoblju od studenoga 1976. godine, kada je u službu ušla prva podmornica iz klase (USS Los Angeles, SNN-688), pa do rujna 1996., kada je u službu ušla posljednja (USS Cheyenne, SSN-773) izgrađeno 62. Danas operativno djeluje 51 podmornica (24 u Tihooceanskoj floti, a 27 u Atlantskoj floti).
Podmornice klase Los Angeles služile su u doba hladnog rata ponajprije kao pratnja borbenim skupinama nosača aviona i američkim nuklearnim podmornicama naoružanima balističkim projektilima te za protupodmorničku borbu i obranu od sovjetskih napadajnih nuklearnih podmornica. Nakon završetka hladnoratovskog razdoblja i smanjenja opasnosti od globalnog sukoba, a zbog povećanja broja regionalnih sukoba i raznih preinaka koju je pretrpio temeljni projekt, namjena im se proširila te ih udaljila od klasičnih zadaća napadajnih nuklearnih podmornica. Tako su danas zadaće podmornica klase Los Angeles više usmjerene za moguće borbeno djelovanje protiv ruskih podmorničkih baza i za napade na ruske nuklearne podmornice naoružane balističkim projektilima. Nadalje, namijenjene su i prikupljanju obaviještajnih podataka, ubacivanje pripadnika specijalnih snaga, zaprečavanje morskih prolaza i luka minama, traženje i spašavanje te sve više za napade na kopnene ciljeve u sklopu borbenih skupina okupljenih oko nosača zrakoplova.

## Povijesni razvoj
Potkraj pedesetih godina u bivšem Sovjetskom Savezu odlučeno je pokrenuti gradnju nove klase napadajnih nuklearnih podmornica Projekt 671R (NATO oznake Victor I). Prva podmornica te klase porinuta je 1965. godine, a kada je na probnoj plovidbi potkraj 1967. godine pokretana s dva nuklearna reaktora i ukupne snage turbinskog postrojenja 22.000 kW postigla brzinu 33 čvora, Zapadni vojni krugovi bili su neugodno iznenađeni jer su tada najbrže američke podmornice (klasa Sturgeon) mogle postići brzinu do 30 čv. Stoga je na zahtjev admirala Hymana G. Rickovera u Sjedinjenim Američkim Državama pokrenut program razvoja nove klase napadajnih nuklearnih podmornica pod nazivom Program vrlo brze napadajne nuklearne podmornice (High Speed Nuclear Attack Program, HSNAP). Programom HSNAP usporedo su razmatrana dva odvojena projekta napadajnih nuklearnih podmornica: projekt SCB.303 za vrlo brze napadajne protupodmorničke podmornice koji je kasnije doveo do gradnje podmornica klase Los Angeles i projekt vrlo tihe podmornice namijenjene djelovanju duboko u neprijateljskim vodama za operacije visokog rizika.

## Taktičko-tehničke karakteristike
(Ubaciti tablicu)